# Sparna colombiana
Sparna colombiana là một loài bọ cánh cứng trong họ Cerambycidae.